# Ischnobracon laboriosus
Ischnobracon laboriosus är en stekelart som först beskrevs av Smith 1858.  Ischnobracon laboriosus ingår i släktet Ischnobracon och familjen bracksteklar. Inga underarter finns listade i Catalogue of Life.